# Baard Brynjolfsson
Baard Brynjolfsson (Bård, n. 613) fue un caudillo vikingo, jarl de Hålogaland (Hålogalandsjarl) en Noruega. Aparece en diversas listas genealógicas de Haakon Jarl que se remontan hasta el patriarcado de Odín. Era hijo de Brynjulf Brandsson y padre de Hergils Baardsson.

## Saga de Egil
Otro Bård Brynjulfsson aparece citado en la saga de Egil Skallagrímson como un rico heredero de Hålogaland en el siglo IX que hizo gran amistad con Thorolf Kveldulfsson en el hird real.